# Породне господарство збагачувальної фабрики
Породне господарство збагачувальної фабрики являє собою комплексну систему, призначену для видалення і складування відходів, прояснення і очищення стоків та оборотного водопостачання.

## Загальний опис
Великогрудкова і дрібна порода на вуглезбагачувальних фабриках виділяється важкосередовищними сепараторами, відсаджувальними машинами та іншими збагачувальними апаратами, зневоднюється в ковшових елеваторах, на грохотах, центрифугах і акумулюється в бункерах. У відвал відходи транспортуються скіпами або вагонетками по рейках, підвісними канатними дорогами, залізничним або автомобільним транспортом.
У практиці вуглезбагачення застосовують чотири способи транспортування й укладання крупної і дрібної породи:
- Транспортування відходів скіпами або вагонетками по похилих рейкових коліях і укладання їх у конусоподібні відвали (терикони).
- Транспортування відходів у відвал конусоподібної форми пересувними стрічковими конвеєрами.
- Транспортування відходів підвісними канатними дорогами застосовується при розташуванні відвалу від фабрики на відстані до 3 км.
- Транспортування відходів у перекидних залізничних вагонах або автосамоскидами з утворенням плоских відвалів.

## Транспортування й укладання дрібних мокрих відходів

При мокрих процесах збагачення корисних копалин утворюється пульпа, яка містить відходи. Ця пульпа гідравлічним способом по лотках і трубах транспортується в спеціально створені природні або штучні басейни-сховища — гідравлічні відвали, де відбувається осадження і укладання твердої фази відходів та прояснення води, що направляється в оборот на фабрику.
Майданчик, на якому розташовується басейн-сховище, вибирається на основі вивчення матеріалів топографічних, інженерно-геологічних та гідрогеологічних досліджень. При виборі майданчика повинні бути дотримані такі умови:
- місткість басейну повинна бути достатньою для складування відходів протягом усього періоду експлуатації фабрики,
- при вмісті в складованих відходах або окремих їхніх фракціях цінних компонентів, що можуть бути використані в майбутньому або в інших галузях промисловості, необхідно передбачити можливість їхнього відвантаження,
- басейн повинен розміщатися нижче рівня майданчиків прилеглих житлових масивів і промислових підприємств, щоб запобігти їхньому затопленню у випадку аварії, крім того це дозволить використовувати самопливний транспорт пульпи в басейн, мінімальна віддаленість гідравлічного відвала від зони забудови повинна бути не менше 1 км,

- заборонено скидати прояснені води у водойми, які використовують як джерела водопостачання або як рибогосподарські,
- місце розташування майданчиків під басейн-сховище необхідно узгоджувати з планами забудови району,
- найдоцільніше розташовувати гідравлічний відвал у природній западині або долині, що дозволяє при невеликій довжині дамби для обгороджування одержати басейн значного об'єму. Типи гідравлічних відвалів, що зустрічаються в практиці збагачення, наведені в табл.

Взагалі транспортування і складування мокрих дрібних відходів збагачення здійснюється за такою схемою (рис.). Від збагачувальної фабрики відходи по головному пульпопроводу подаються в розвідний пульпопровід, прокладений по дамбі, що огороджує сховище.
Типи гідравлічних відвалів

## Транспортування й укладання крупних сухих відходів
Вибір способу транспортування й укладання сухих і крупних зневоднених відходів збагачення залежить від їхніх фізичних властивостей і кількості, рельєфу майданчика для складування відходів, відстані між збагачувальною фабрикою і відвалом.
Відвали сухих відходів розміщають поза територією фабрики з дотриманням протипожежних і санітарних норм, відповідно до яких для вуглезбагачувальних фабрик розриви між відвалами породи і громадськими, житловими та промисловими спорудами повинні бути не менше передбачених нормативами:
- від населеного пункту…………………………………………….. 500 м,
- від лінії електропередачі 35 кВ і вище……………………….… 300 м,
- від лінії електропередачі 3-6 кВ…………………………………. 100 м,
- від вентиляційного ствола шахти………………………………… 80 м,
- від адміністративних приміщень і контор…………………….…. 50 м,
- від шосейних і ґрунтових доріг……………………………….….. 40 м,
- від допоміжних будівель і споруд………………………………… 20 м.
Найчастіше в практиці збагачення застосовують чотири способи транспортування й укладання крупних сухих відходів.
1-й спосіб. Транспортування відходів скіпами або вагонетками по похилих рейкових коліях і укладання їх у конусоподібні відвали (терикони).
Відходи накопичують у бункерах, місткість яких приймають звичайно рівною масі відходів, одержуваних за зміну, мінімально — за 2-3 години роботи збагачувальної фабрики. З бункерів відходи завантажують у скіп або вагонетку і канатною відкаткою по рейковій колії з кутом нахилу 20 — 30о піднімають на вершину відвалу і перекидають (рис.). Місткість відвалу звичайно досягає 3 — 4 млн м3.
Продуктивність установки для транспортування відходів при одноколійній відкатці складає 5 — 15 м3/год, при двоколійній 15 — 55 м3/год.
Цей спосіб транспортування й укладання відходів застосовується при розміщенні відвалу на горизонтальному майданчику і розташуванні його на віддалі від фабрики не більше ніж 0,7 км.
Перевага конусоподібних відвалів — невелика займана ними площа, що особливо важливо при великій кількості одержуваних відходів і тривалому терміні експлуатації фабрики. Недоліки — трудомісткість робіт з підтримки рейкового шляху, складність пересування розвантажувальних ферм, забруднення повітря, а для вуглезбагачувальних фабрик — і схильність до самозаймання.
2-й спосіб. Транспортування відходів у відвал конусоподібної форми пересувними стрічковими конвеєрами застосовується в умовах м'якого клімату, якщо можлива цілорічна робота просто неба. Кут підйому стрічкових конвеєрів приймається 16 — 17о. Відстань від відвалу до фабрики також не перевищує 0,7 км. Місткість відвалів при цьому способі укладання відходів становить 1—2 млн м3.

3-й спосіб. Транспортування відходів підвісними канатними дорогами застосовується при розташуванні відвалу від фабрики на відстані до 3 км. При маятниковому русі вагонеток і довжині відкатки до 0,8 км канатні дороги забезпечують продуктивність 100—150 м3/год. Форма відвалу залежить від прийнятої схеми розташування щогл:
- конусоподібні відвали утворюються при одній кінцевій щоглі,
- штабельні — при спорудженні декількох щогл і розміщенні штабелів у прольотах між ними,
- секторні — при пересуванні кінцевої щогли по дуговій рейковій колії.

Переваги підвісних канатних доріг у порівнянні з наземною рейковою відкаткою полягають у тому, що вони не залежать від рельєфу місцевості, можуть перетинатися з наземними комунікаціями, не вимагають трудозатрат на підтримку шляхів і переміщення розвантажувальних ферм. Їхній головний недолік — великі капітальні витрати на спорудження високих сталевих щогл.
В умовах холодного клімату підвісні канатні дороги не можна застосовувати для транспортування відходів підвищеної вологості через їхнє змерзання у вагонетках.
4-й спосіб. Транспортування відходів у перекидних залізничних вагонах або автосамоскидами з утворенням плоских відвалів. Відвал розташовується на похилому майданчик, відходи скидаються під укіс і розрівнюються бульдозером. Цей спосіб застосовується при великій продуктивності фабрики і значному віддаленні відвалу (більше 3 км). Місткість відвалу складає 3-10 млн м3. Переваги способу полягають в його високій продуктивності (до 500 т/год), маневреності транспорту (особливо автомобільного), незначній імовірності самозаймання відходів (відвал знаходиться в западині), крім того, відвали зручні для рекультивації.
Використання відвальних відходів підвищує комплексність переробки корисної копалини, дозволяє одержати нові види продукції і приводить до зменшення земельних площ, які займають відвали і які можуть бути використані для потреб сільського або лісового господарства. Тому при розробці проектів збагачувальних фабрик повинні розглядатися питання можливості використання породи для одержання побічної продукції (наприклад, силікатної цегли, будівельного щебеню, аглопориту й ін.).

## Схеми укладання відходів і оборотного водопостачання
Принципам укладання відходів і оборотного водопостачання задовольняють наступні схеми, які застосовуються на існуючих і проектованих гірничозбагачувальних підприємствах.
Схема А використовується на збагачувальних фабриках з тонким подрібненням і мокрими методами збагачення (флотація, магнітна сепарація й ін.).
Пульпа, що містить дрібні відходи, напірним гідротранспортом направляється в басейн-сховище, де тверда фаза осаджується, а освітлена вода через колодязі і колектор повертається на фабрику. При використанні цієї схеми флокулянт, як правило, не застосовується.
Схема Б також використовується на збагачувальних фабриках з тонким подрібненням і мокрими методами збагачення.
Дрібні відходи попередньо згущують у радіальному згущувачі, куди для інтенсифікації процесу осадження твердої фази подають флокулянт. Згущений продукт напірним гідротранспортом направляють у басейн-сховище, а злив повертають у процес (оборотна вода). Через залишкову концентрацію реаґентів у зливі радіального згущувача схема Б не може бути застосована на фабриках зі складним реаґентним режимом.

Схема В застосовується на фабриках, що збагачують корисні копалини в широкому діапазоні крупності, сухим і мокрим способом (наприклад, на магнітозбагачувальних фабриках, які застосовують суху і мокру магнітну сепарацію).
Крупні сухі або зневоднені відходи направляють у відвал одним з чотирьох способів. Дрібні відходи після попереднього згущення напірним гідротранспортом направляють у відвал. Злив радіального згущувача використовується як оборотна вода.
Схема Г може бути використана на збагачувальних фабриках зі стадіальним збагаченням корисних копалин.
Основний обсяг грубоподрібнених відходів першої стадії збагачення направляють у басейн-сховище без попереднього згущення. Більш тонкі відходи наступних стадій збагачення направляють в басейн-сховище після попередньої обробки, що полягає в класифікації і згущенні. Злив радіального згущувача — оборотна вода.
Схема Г використовується рідко, тому що капітальні й експлуатаційні затрати при ній вищі, ніж за схемами А, Б, В.
Деякі діючі вуглезбагачувальні фабрики при обробці відходів застосовують схему В з використанням дорогих, складних у гідротехнічному відношенні споруд — мулонакопичувачів. Однак для проектованих, споруджуваних і реконструйованих фабрик при виборі схем обробки відходів флотації варто виходити з наступних основних вимог:
- схема обробки відходів флотації повинна забезпечити одержання чистої води для використання її в оборотному циклі фабрики;
- згущений продукт згущувачів при використанні фільтр-пресів повинен містити твердої фази не менше 350 кг/м3;
- зневоднений продукт фільтр-пресів при вологості не більше 25 % повинен самостійно або в суміші з гравітаційними відходами легко транспортуватися у відвал автомобільним або іншим видом транспорту;
- схема обробки відходів флотації повинна забезпечити спільне складування у відвалах флотаційних і гравітаційних відходів.

За однією з таких схем відходи флотації після згущення в радіальному згущувачі направляють у відсаджувальні центрифуги. Флокулянт (поліакриламід) подають у згущувач і центрифуги. Злив згущувача і фугат центрифуг — оборотна вода. Ця схема не дістала широкого застосування на вуглезбагачувальних фабриках з двох причин:
- велика витрата флокулянту (30-50 г/т подають у радіальний згущувач і 200—400 г/т — у центрифуги),
- швидке накопичення мулів у водно-шламовій системі фабрики при поверненні в оборотний цикл фугату відсаджувальних центрифуг.

Перспективною є схема 2, яка передбачає попереднє висококонцентроване згущення відходів флотації в циліндроконічних згущувачах і подальше їх зневоднення у фільтр-пресах. У фільтр-пресах одержують два кінцевих продукти — чистий з концентрацією 1 кг/м3 твердої фази — фільтрат і збезводнений до транспортабельного стану — осад. Головні переваги цієї схеми обробки відходів флотації — відсутність необхідності відводу земельних ділянок під мулонакопичувачі і наявність на фабриці одного породного господарства для спільного складування відходів гравітаційного і флотаційного збагачення.